# Fågelberget
För andra betydelser, se Fågelberget (olika betydelser).
Fågelberget är ett 646 meter högt berg cirka 35 km sydväst om Gäddede i Strömsunds kommun, Jämtlands län. Berget är beläget mellan sjöarna Fågelsjön och Fågelvattnet. Vid Fågelberget ligger byarna Fågelberget, Östra fågelberget och Oppiberget. I Oppiberget ligger även ett gårdsrökeri som säljer rökt kött och fisk från området.